# Honda Chaly
Le Chaly est un véhicule à deux roues fabriqué par le constructeur japonais Honda.

## Histoire
Il sort officiellement au Japon le 18 juillet 1972. Trois versions voient le jour la même année sous les dénominations 50-I CF, 50-II CF et 70 CF (les nombres déterminent la cylindrée 49 cm3 et 72 cm3). À la lumière de l'article R 311-1 du code de la route français du 30 avril 2009, selon qu'il est équipé d'un moteur 50 cm3 ou 70 cm3, ce deux roues est un cyclomoteur ou une motocyclette légère.
Initialement vendu avec un allumage à vis platinées, il inaugure un système électrique équipé d'un CDI avec un moteur plus puissant de 72 cm3 en 1981.

## Description et utilisation
De conception proche du Honda Dax qui a vu le jour en 1969, le Chaly est conçu pour être facile à conduire par toute la famille  et s'inscrit dans la lignée d'une série de petites motos produites par le constructeur japonais depuis le célèbre Honda Z100 fabriqué en série à partir de 1963. Le Chaly, tout comme le Dax, se distingue de cette série de minis motos par son cadre enveloppant d'une pièce, à la fois carrosserie et support des différents composants mécaniques.
Le Chaly se distingue de son aîné Dax par un cadre en V, garant d'un meilleur confort pour les femmes et qui lui confère un usage plus utilitaire, en particulier sur le marché asiatique où il peut être équipé en outre d'un panier fixé sur sa tête de fourche. Le Chaly et le Dax ont en commun un moteur monocylindre horizontal 4 temps à deux soupapes et un arbre à cames en tête, des petites roues de dix pouces, deux freins à tambour (l'avant actionné par une poignée au guidon, l'arrière par une pédale au pied droit, sauf pour le premier modèle CF50I réservé au marché nippon), une architecture compacte et robuste ainsi qu'une boîte de vitesses semi-automatique à trois rapports. Les vitesses se passent à l'aide d'un levier de sélecteur à double branche au pied gauche. La conception de ce moteur semi-automatique ne nécessite pas l'utilisation manuelle d'une poignée d'embrayage, ce qui rend son utilisation simplifiée.
Ce petit bloc moteur, pourvu d'un système électrique 6 V, s'apprécie plus pour sa discrétion, sa faible consommation de carburant, sa souplesse et sa solidité que pour sa puissance. En 49 cm3, il développe 3,2 chevaux et délivre 4,2 chevaux en 72 cm3 (respectivement pour les modèles du marché japonais CF50-II et CF70-II de 1979).
La taille de puce du Chaly le fait passer sous la barre des 75 kilos. Bien adapté à une conduite en milieu urbain, il est très recherché pour sa compacité qui le rend facile à embarquer à bord d'une voiture, d'un camping-car ou d'un bateau.

## Production
La production de cette mini moto est toujours d'actualité. Des fabricants chinois ont obtenu la licence pour poursuivre sa production. La pérennité de l'assemblage en Chine s'explique par le fait que le constructeur Jincheng avait produit les derniers modèles fabriqués sous la responsabilité de la marque Honda jusqu'en 1999, date d'abandon du Dax par le constructeur japonais (modèles 12 V). La conception du Chaly par Honda a été arrêtée à la même époque. Forts du droit de fabriquer ces minis motos, d'autres constructeurs chinois ont alors pris la relève dans la production, comme la marque Sky Team. Vers 2009, une réplique chinoise du Chaly a été importée sur le marché français sous le nom de Charly. Mais les ventes sont restées confidentielles en comparaison du succès rencontré par la réplique du Dax, en dépit de leur parenté.